# Untitled (Queen)
"Untitled" o "Track 13" es una pista oculta de la banda de Rock británica Queen incluida en el álbum póstumo Made In Heaven.
La pista o instrumental fue una especie de experimento por el exproductor de Queen (ya fallecido) David Richard. La canción se llama entre los fanes Track 13 o Untitled. En el instrumental se podría apreciar desde lo que de un punto de vista sería la vida de Freddie Mercury. Aproximadamente, al minuto 10:00 se puede escuchar al fallecido vocalista de Queen decir "Are You Running?". Por el final, se escucha a Freddie decir en forma de broma "fab" que es fabulous (traducido al español como "fabuloso").
- Datos: Q97127092